# Marie Serneholt
Marie Eleonor Serneholt (Stockholm, 11 juli 1983) is een Zweedse zangeres en model. Ze werd bekend als een van de zangeressen van de popgroep A*Teens.

## Discografie

### Albums
| Album met eventuele hitnotering(en) in de Nederlandse Album Top 100 | Datum van verschijnen | Datum van binnenkomst | Hoogste positie | Aantal weken | Opmerkingen |
| ------------------------------------------------------------------- | --------------------- | --------------------- | --------------- | ------------ | ----------- |
| Enjoy the Ride                                                      | -                     | -                     | -               | -            |             |

### Singles
| Single met eventuele hitnotering(en) in de Nederlandse Top 40 | Datum van verschijnen | Datum van binnenkomst | Hoogste positie | Aantal weken | Opmerkingen |
| ------------------------------------------------------------- | --------------------- | --------------------- | --------------- | ------------ | ----------- |
| That's The Way My Heart Goes                                  | 12-6-2006             | 22-7-2006             | tip             |              |             |
| I Need A House                                                | -                     | -                     | -               | -            |             |

- Gemeinsame Normdatei: 135449944
- International Standard Name Identifier: 0000 0000 6689 3332
- Library of Congress Control Number: n2009048381
- MusicBrainz: 665d9529-ea57-4aa2-a17a-b5b9da9f91a7
- Virtual International Authority File: 80191364
- WorldCat: E39PBJckQRqpKCdHgWwTMDDg8C